# Старобалаково
Старобалаково (баш. Иҫке Балаҡ) — село в Чекмагушевском районе Республики Башкортостан Российской Федерации. Входит в состав Тайняшевского сельсовета. Малая родина Героя Советского Союза В. Г. Галимова.

## География

### Географическое положение
Расстояние до:
- районного центра (Чекмагуш): 26 км,
- центра сельсовета (Тайняшево): 3 км,
- ближайшей ж/д станции (Буздяк): 85 км.

## Население
| 2002 | 2009 | 2010 |
| ---- | ---- | ---- |
| 271  | ↘251 | ↘218 |

Национальный состав
Согласно переписи 2002 года, преобладающие национальности — татары (63 %), башкиры (27 %).

## Известные старобалаковцы
- Галимов, Вахит Газизович (1921—1943) — снайпер, Герой Советского Союза.
- Рамазанов, Гилемдар Зигандарович (1923—1993) — депутат Верховного Совета СССР 6-го созыва, участник Великой Отечественной войны 1941—1945 годов, доктор филологических наук.